# Latifa Ben Mansour
Latifa Ben Mansour (tiếng Ả Rập: لطيفة بن منصور) (sinh năm 1950 tại Tlemcen) là nhà văn, nhà phân tâm học và nhà ngôn ngữ học người Algérie. Tác phẩm của cô đề cập đến các vấn đề như vai trò của phụ nữ trong xã hội Algeria, chủ nghĩa cực đoan Hồi giáo, kể chuyện, chấn thương và trí nhớ.

## Tiểu sử
Bà đã trải qua khoá học ngôn ngữ học tại École Normale Supérieure d'Alger, nơi bà nhận được bằng tiến sĩ, sau đó Ben Mansour đi giảng dạy ngôn ngữ học tại Đại học Paris III và truyền thông tại Trường Kỹ nghệ Quốc gia Pháp.
Bà đã nhận được giải Prix méditerranéen de la nouvelle năm 1996 với truyện ngắn "Le Cocu Cadi". Tiểu thuyết của bà La Prière de la peur, 1997 (ed. La Différence) đã nhận được giải Prix Beur FM Méditerranée.

## Tác phẩm nổi bật
Tiểu thuyết của Latifa Ben Mansour La Prière de la peur kể về câu chuyện của Hanan, một thiếu nữ trở về với gia đình tại Algeria sau nhiều năm lưu lạc tại Pháp. Khi máy bay vừa hạ cánh, sân bay bị tấn công bởi một nhóm cực đoan và Hanan bị thương. Chân của cô phải bị cắt bỏ và cô ấy bị chấn thương vì cuộc công kích. Tác phẩm xoay quanh lời thuật lại của cô về cuộc đời, công việc và tình bạn thân thiết với người chị họ của cô cũng tên là Hanan.
Le Chant du lys et du basilic nói về một cô gái trẻ tên Meriem bị thương trong một vụ tai nạn bí ẩn. Khi ở bệnh viện, cô nghe tiếng gia đình xung quanh cô nhưng cô không thể đáp lại, Meriem nhớ lại các sự kiện quan trọng trong cuộc đời mình dẫn đến tai nạn trong lúc cô nỗ lực để nhớ những gì đã xảy ra. Cuốn tiểu thuyết khám phá cuộc sống của phụ nữ ở Algeria trong xã hội đương đại, tập trung đến các vấn đề như giáo dục cho trẻ em gái.

## Mục lục đầy đủ
- Trente-trois Tours à son Turban (kịch, Rencontres Théâtrales du Niger, Mar 2003, chỉ đạo bởi Boubacar Ibrahim Dambagi)
- Frères musulmans, frères féroces: Voyages dans l'enfer du discours islamiste (phi giả tưởng, 2002)
- L'Année de l'Eclipse (novel, Calmann-Lévy, 2001)
- La Prière de la Peur (tiểu thuyết, La Différence, 1997)
- Le Chant du Lys et du Basilic (tiểu thuyết, J.-C. Lattès, 1990, tái bản lần 2 bởi La Différence năm 1998)
- Trente-trois Tours à son Turban (kịch, Actes-Sud-Papiers)

## Bài báo bình luận
- Jane E. Evans. 2006. "Widowhood, Motherhood, Selfhood in Latifa Ben Mansour's L'année de l'éclipse" Các tác phẩm tiêu biểu của Jane E. Evans. Có tại: http://works.bepress.com/jane_evans/14 Lưu trữ ngày 13 tháng 1 năm 2014 tại Wayback Machine
- Mertz-Baumgartner, B. (2001) ‘Le rôle de la mémoire chez quelques écrivaines algériennes de l'autre rive’ In Bonn, C., Redouane, N. and Bénayoun-Szmidt, Y. (Eds.) Algérie: Nouvelles Écritures. Colloque international de l'Université York, Glendon, et de l'Université de Toronto 13 - 14 - 15 - 16 Mai 1999 Paris: L'Harmattan.